# Michiko
La emperatriz Michiko, (Michiko Shōda (正田 美智子); Tokio 20 de octubre de 1934) fue la emperatriz consorte de Japón y la actual emperatriz emérita luego de la abdicación de su esposo. Es esposa del emperador de Japón, Akihito, desde su entronización el 7 de enero de 1989 hasta la abdicación de Akihito el 30 de abril de 2019, sustituyendo a su suegra, la emperatriz Kōjun, consorte del emperador Hirohito. 
Al casarse con el príncipe heredero Akihito, se convirtió en la primera plebeya en casarse con un miembro de la familia imperial japonesa en la historia registrada. Tiene tres hijos con el emperador. El mayor, Naruhito, es el actual emperador del Trono del Crisantemo. Como princesa y luego como emperatriz consorte, se ha convertido en la consorte imperial más visible y la que más ha viajado.

## Primeros años y educación

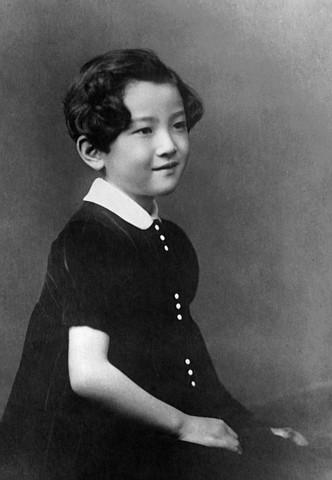
La emperatriz Michiko en 1940.

Michiko Shōda nació en Tokio, siendo la hija mayor de Hidesaburo Shōda, industrial harinero, presidente y más tarde presidente honorario del Nisshin Flour Milling Company, y su esposa, Fumiko Soejima. Tuvo una educación esmerada y dedicada, con tintes tradicionales y occidentales. Aprendió inglés, a tocar el piano y el arpa, y dio lecciones de pintura y cocina. En un primer momento tuvo tutores privados y más tarde asistió a la Escuela Primaria Futaba, en Kōjimachi, un barrio de Tokio, aunque tuvo que abandonarla en cuarto curso debido a los bombardeos estadounidenses. En 1946 regresó a Tokio y terminó su formación primaria en Futaba. Posteriormente se matriculó en la Escuela Secundaria Minato, también en Tokio, graduándose en 1953.
A pesar de que proviene de una familia católica y que asistió a centros educativos privados y católicos, jamás fue bautizada. En 1957 se licenció en Literatura Inglesa con cum laude. También asistió a cursos en la Universidad Harvard y en la Universidad de Oxford.
Cuando acabó sus estudios universitarios, y debido a que provenía de una familia adinerada, sus padres se preocuparon por el futuro matrimonio de su hija, ya que había tenido varios pretendientes.

## Compromiso matrimonial
En agosto de 1957, conoció al príncipe heredero Akihito en una pista de tenis en Karuizawa. El Consejo de la Casa Imperial (un órgano compuesto por el primer ministro, los presidentes de las dos cámaras de la Dieta, el presidente del Tribunal Supremo, y dos miembros de la familia imperial) aprobó formalmente el compromiso del príncipe heredero con Michiko Shōda el 27 de noviembre de 1958. Al mismo tiempo, los medios de comunicación hablaron de la "novela de la cancha de tenis" y presentaron su encuentro como un verdadero "cuento de hadas".
La ceremonia de compromiso ("Nosai no Gi") se llevó a cabo el 14 de enero de 1959.
Se intentó sortear el hecho de que la futura princesa, aunque hija de un rico industrial, era una plebeya. Los medios de comunicación y la mayoría de las personas familiarizadas con la monarquía japonesa habían asumido que la Agencia de la Casa Imperial habría seleccionado una buena esposa para el heredero de entre las jóvenes hijas de los aristócratas del país.
Algunos tradicionalistas se opusieron también a que el heredero se casase con una católica, ya que, aunque no fue bautizada, sí tuvo una educación cristiana. En ese momento empezaron los rumores de que la emperatriz Kōjun, madre del heredero, se oponía fervientemente a ese enlace, hecho que fue afirmado tras su muerte en el año 2000, cuando salió a la luz cómo la por entonces emperatriz empujó a su nuera a una depresión.

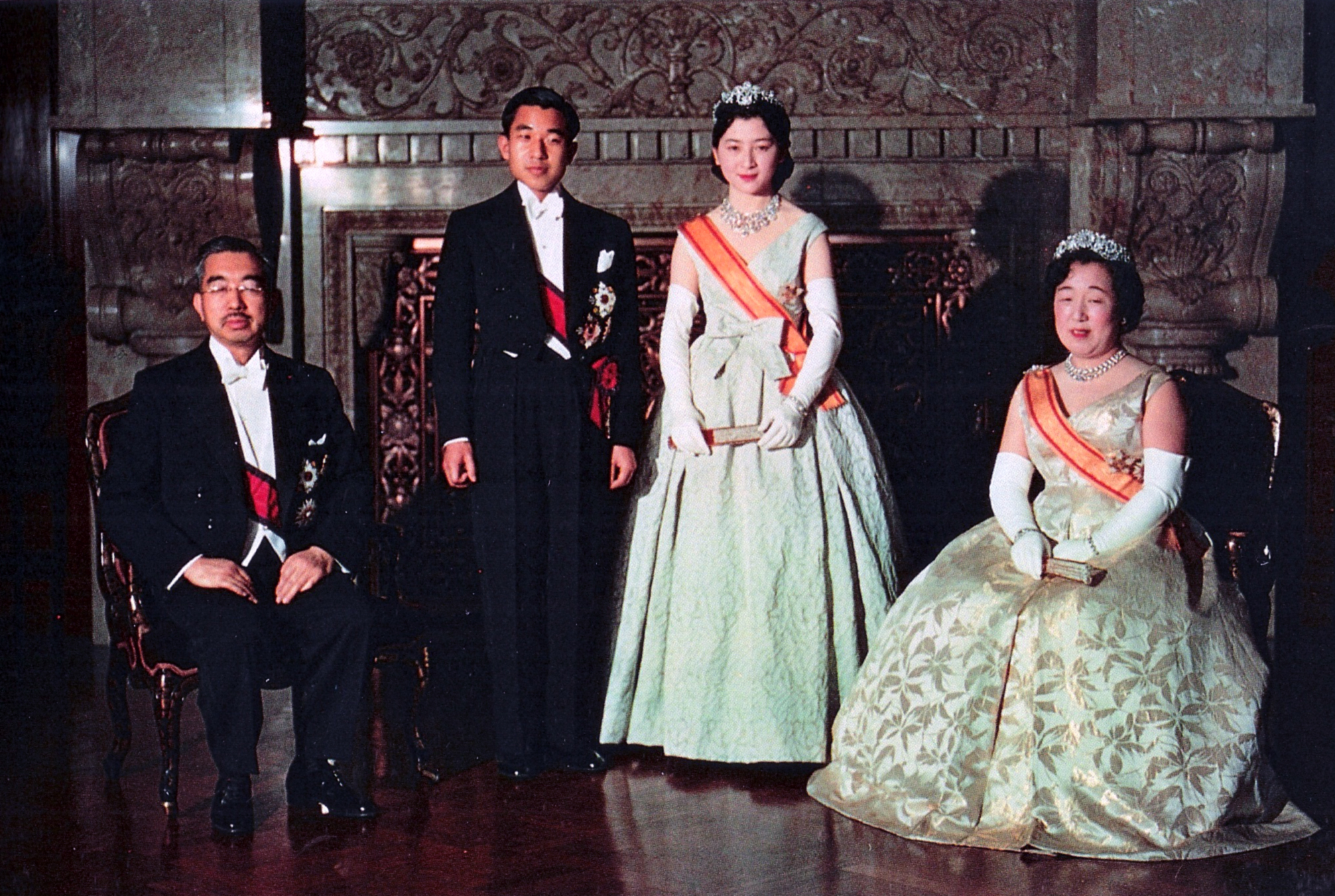
Retrato de la boda con el emperador Showa y la emperatriz Kōjun, 10 de abril de 1959.

Sin embargo, la joven pareja había ganado un amplio apoyo público y el apoyo de la clase política que gobernaba el país. "Mitchi" se había convertido en el símbolo de la modernización y democratización de Japón (entonces los medios de comunicación hablaron del "boom Mitchi"). El matrimonio tuvo finalmente lugar el 10 de abril de 1959, en una ceremonia sintoísta tradicional. La boda fue seguida en las calles de Tokio por una multitud de más de 500.000 personas repartidas en 8,8 kilómetros de ruta, y partes de la boda fueron retransmitidas por televisión (siendo la primera boda imperial emitida en Japón por televisión) y fue visto por alrededor de 15 millones de espectadores.

## Princesa heredera consorte de Japón
Tras su matrimonio la joven pareja se trasladó al Palacio Togu, también llamado “El Palacio Este de la Casa Imperial” el lugar tradicional donde vivían los herederos al trono del Crisantemo.
El matrimonio tuvo tres hijos:
- Príncipe Heredero Naruhito (23 de febrero de 1960 - ).

Naruhito tuvo una hija: Aiko, princesa Toshi (1 de diciembre de 2001 - ).
- Príncipe Fumihito (30 de noviembre de 1965 - ).

Fumihito tuvo tres hijos: princesa Mako (23 de octubre de 1991 - ), princesa Kako (29 de diciembre de 1994 - ) y príncipe Hisahito (6 de septiembre de 2006 - ).
- Princesa Sayako (18 de abril de 1969 - ).

En 1963, Associated Press informó que la princesa heredera Michiko, con aproximadamente tres meses de embarazo, sufrió un aborto el 22 de marzo, en Tokio.
La tradición exigía que los niños de la familia imperial debían ser separados de sus padres y recibir lecciones por parte de prefectos e institutrices. No obstante, tanto Akihito como Michiko rompieron esa tradición ya que decidieron criar y cuidar ellos mismos de sus tres hijos, incluso ella decidió amamantarlos.
Durante sus años como herederos hicieron numerosas visitas a las 47 prefecturas japonesas, rompiendo varias veces el protocolo establecido. Además visitaron 37 países entre 1959 y 1989.

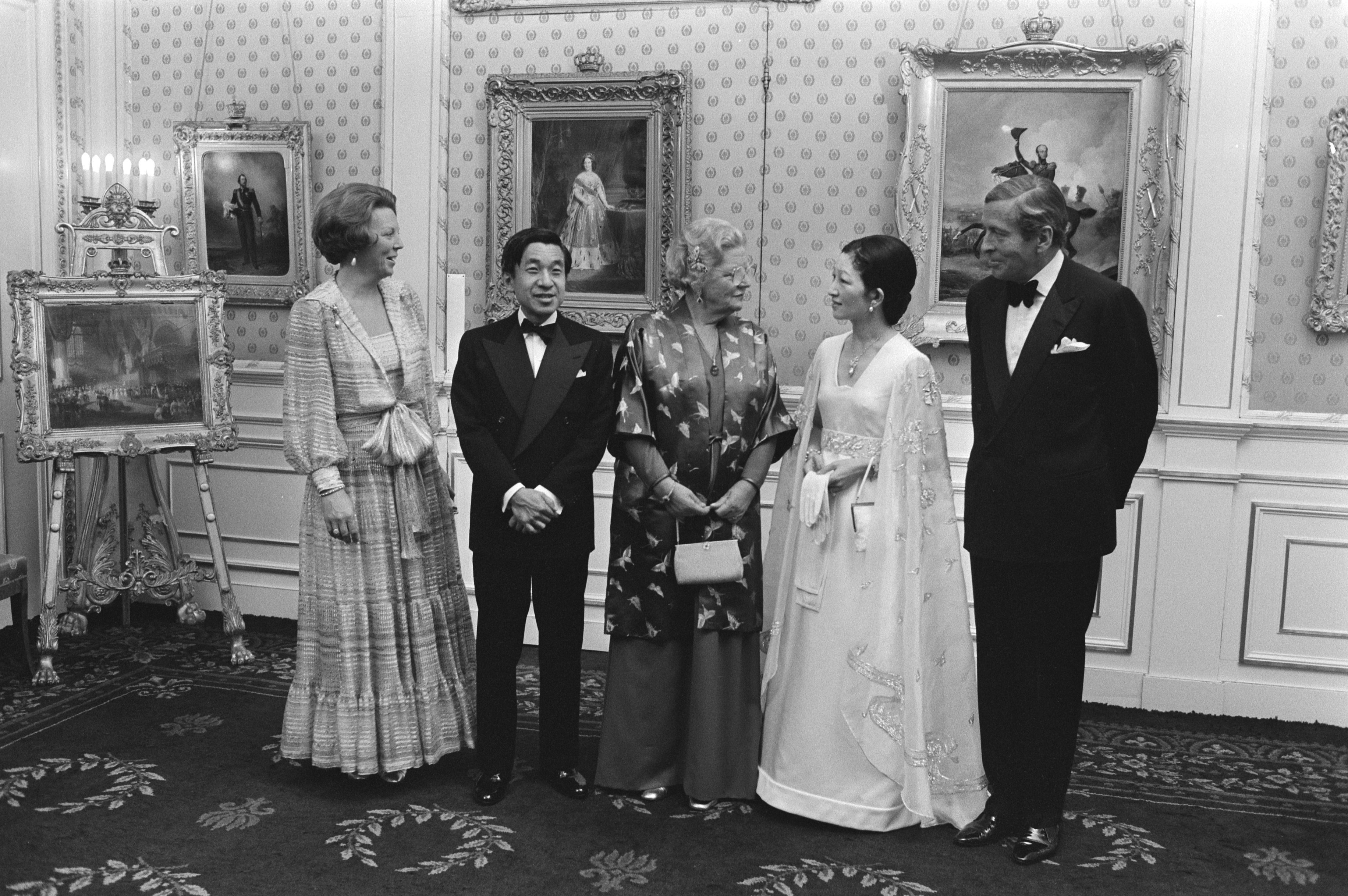
Los príncipes japoneses en una visita a los Países Bajos el 5 de octubre de 1979. En la fotografía aparecen, además de los herederos japoneses, la reina Juliana de los Países Bajos, la princesa Beatriz de los Países Bajos y el príncipe Nicolás de Amsberg.

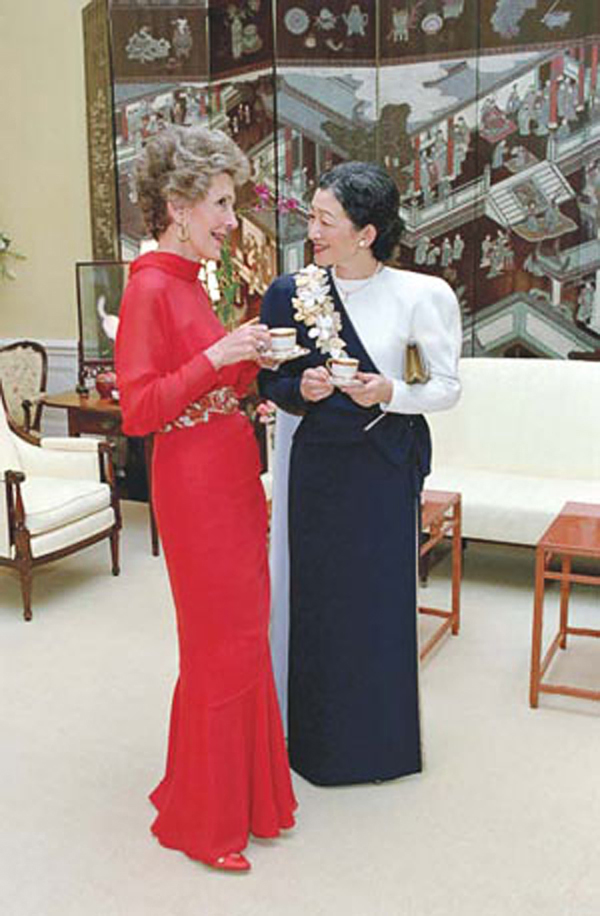
La princesa Michiko con Nancy Reagan, durante una visita oficial a Estados Unidos en noviembre de 1987.

Durante un tiempo sufrió una serie de crisis nerviosas debido a la presión de los medios de comunicación y de su suegra. Ello le hizo perder la voz durante al menos siete meses en la década de 1960 y de nuevo en otoño de 1993.

## Emperatriz consorte de Japón
A la muerte del emperador Shōwa el 7 de enero de 1989, el príncipe Akihito se convirtió en el emperador número 125 de Japón y ella en la emperatriz consorte. Los nuevos emperadores fueron entronizados en el Palacio Imperial de Tokio el 12 de noviembre de 1990.
Desde su entronización, los emperadores han visitado 19 países, y han hecho mucho para que la familia imperial sea más visible y accesible en el Japón contemporáneo. Siguiendo la tradición occidental, sus funciones oficiales, además de visitas a otros países, son ayudar a su marido en los eventos y ceremonias, tanto dentro como fuera del Palacio Imperial (ella ha estado al lado del emperador en todas partes, por ejemplo, durante la ceremonia de inauguración de los Juegos Olímpicos de Nagano 1998), recibir a los invitados oficiales, incluidos los clientes del Estado, y también visitar las instituciones y servicios sociales, culturales y caritativos. Por ejemplo, en 2007, la emperatriz realizó deberes oficiales en más de 300 ocasiones.
La Agencia de la Casa Imperial anunció que a partir de 2014 la mayor parte de los viajes y visitas oficiales de la familia imperial serían realizados por los hijos y nietos de los emperadores. Su salud no ha tenido nada que ver con esta decisión.
Se espera que la emperatriz sea la encarnación de los valores tradicionales, como la modestia y la pureza. Ella ha demostrado un fuerte sentido del deber a lo largo de su vida, lo que la hace muy popular entre los japoneses. Participa en ceremonias religiosas con el emperador, como visitas al Gran Santuario de Ise, otros santuarios sintoístas y mausoleos imperiales para rezar a los espíritus ancestrales de la familia imperial.

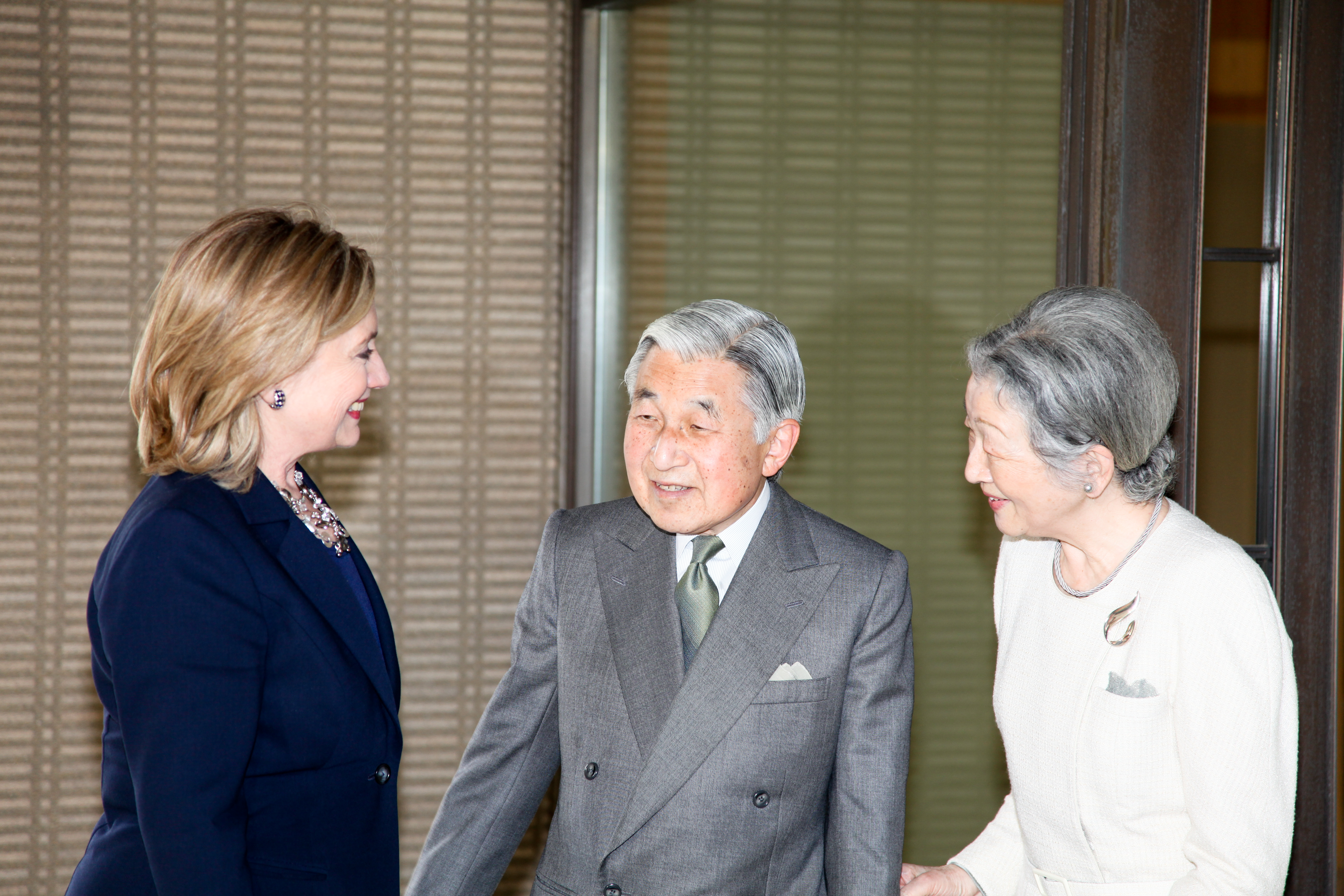
La Secretaria de Estado Hillary Clinton en una visita oficial a Tokio en 2011.

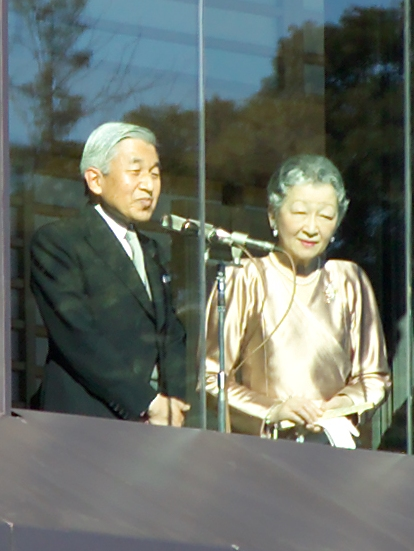
La emperatriz en ocasión del cumpleaños del emperador en el Palacio Imperial, el 23 de diciembre del 2005.

## Problemas de salud
En junio de 2019 Michiko fue sometida a una operación de cataratas en ambos ojos, tan solo unos días después de que le hubieran detectado algunas anomalías cardíacas.
La emperatriz emérita, Michiko, será sometida a una operación quirúrgica de senos tras detectársele un cáncer de mama en un estadio temprano, informó la Agencia de la casa imperial japonesa.
El cáncer ha sido detectado en el seno izquierdo en una ecografía a la que Michiko, de 84 años, fue sometida durante un examen médico a mediados de julio en el Hospital de la Universidad de Tokio, según los detalles recogidos por la cadena pública japonesa NHK.
Tras un examen posterior, la emperatriz emérita fue diagnosticada de un cáncer de mama en estadio temprano que puede ser tratado quirúrgicamente, una operación que podría tener lugar a partir de septiembre de 2019, añadió el citado medio.

## Trabajos publicados
La emperatriz Michiko ha compuesto numerosos poemas, incluyendo waka. Algunos de ellos han sido publicados: una serie de composiciones wakas por Akihito y Michiko, entonces príncipes herederos, fueron publicados en 1987 y republicados posteriormente en 1991 bajo el título Tomoshibi: Light. Finalmente, una colección de 367 wakas de la emperatriz fue publicada en 1997 con el título "Seoto" (瀬音 Literalmente "El Sonido Actual"?), y 53 de ellos fueron traducidos al francés y publicados en Francia por Signatura bajo el título Sé-oto, song of the ford.
Uno de sus poemas más conocidos es el que compuso tras el nacimiento de su primer hijo (1960), Nana del árbol de seda.
En 1991, Michiko escribió un libro para niños, ilustrado por Wako Takeda: Hajimete no Yamanobori ("Mi Primera Montaña").

## Pasatiempos

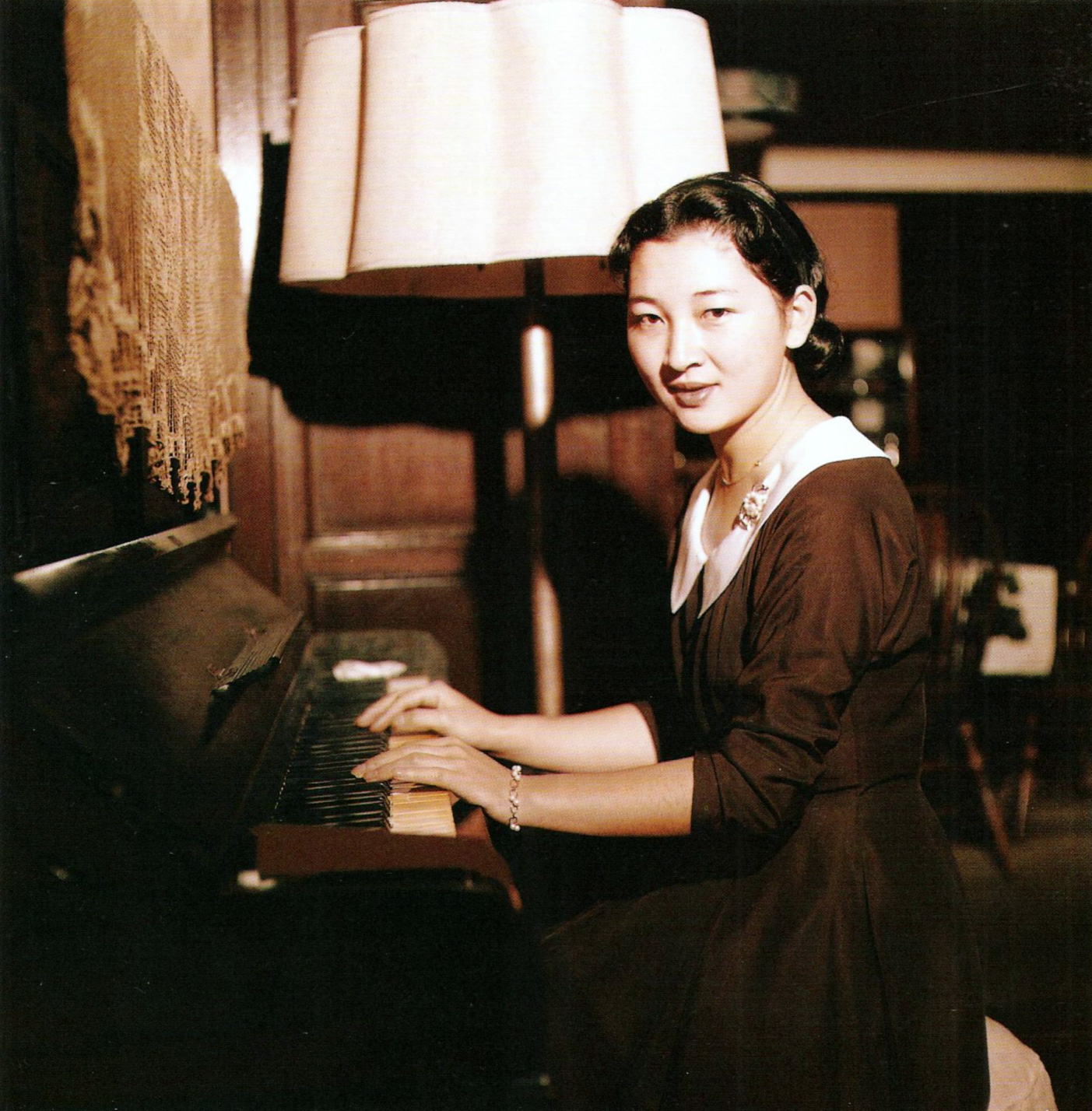
Michiko Shōda mientras toca el piano en octubre de 1958.

La emperatriz disfruta especialmente leyendo, escuchando música y tocando el piano, mientras que su esposo Akihito sabe tocar el violín y su hijo mayor, Naruhito, el violonchelo.

## Título y tratamiento
| ● 20 de octubre de 1934-10 de abril de 1959: | Señorita Michiko Shōda                                        |
| ● 10 de abril de 1959-7 de enero de 1989:    | Su alteza imperial la princesa heredera del Japón             |
| ● 7 de enero de 1989-1 de mayo de 2019:      | Su majestad imperial la emperatriz del Japón                  |
| ● 1 de mayo de 2019-presente:                | Su majestad imperial la emperatriz emérita del Japón (Jōkōgō) |

## Ancestros
| \| \| \| \| \| \| \| \| \| \| \| \| \| \| \| \| \| \| \| \| 4. Teiichirō Shōda \| \| \| \| \| \| \| \| \| \| \| \| \| \| \| \| \| \| \| \| \| \| \| \| \| \| \| \| \| \| \| \| \| \| \| \| \| \| \| \| \| \| \| \| \| \| \| \| \| \| \| \| \| \| 2. Hidesaburō Shōda \| \| \| \| \| \| \| \| \| \| \| \| \| \| \| \| \| \| \| \| \| \| \| \| \| \| \| \| \| \| \| \| \| \| \| \| \| \| \| \| \| \| \| \| \| \| \| \| \| \| \| \| \| \| 5. Kinu Shōda \| \| \| \| \| \| \| \| \| \| \| \| \| \| \| \| \| \| \| \| \| \| \| \| \| \| \| \| \| \| \| \| \| \| \| \| \| \| \| \| \| \| \| \| \| \| \| \| \| \| \| \| \| \| 1. Emperatriz Michiko \| \| \| \| \| \| \| \| \| \| \| \| \| \| \| \| \| \| \| \| \| \| \| \| \| \| \| \| \| \| \| \| \| \| \| \| \| \| \| \| \| \| \| \| \| \| \| \| \| \| \| \| \| \| 6. Tsunatake Soejima \| \| \| \| \| \| \| \| \| \| \| \| \| \| \| \| \| \| \| \| \| \| \| \| \| \| \| \| \| \| \| \| \| \| \| \| \| \| \| \| \| \| \| \| \| \| \| \| \| \| \| \| \| \| 3. Fumiko Soejima \| \| \| \| \| \| \| \| \| \| \| \| \| \| \| \| \| \| \| \| \| \| \| \| \| \| \| \| \| \| \| \| \| \| \| \| \| \| \| \| \| \| \| \| \| \| \| \| \| \| \| \| \| \| 7. Aya \| \| \| \| \| \| \| \| \| \| \| \| \| \| \| \| \| \| \| \| \| \| \| \| \| \| \| \| \| \| \| \| \| \| \| \| \| \| \| \| \| \| \| \| \| \| \| \| \| \| \| \| |                       |  |  |  |  |  |  |  |  |  |  |  |  |  |  |  |
| |                       |  |  |  |  |  |  |  |  |  |  |  |  |  |  |  |
| | 4. Teiichirō Shōda    |  |  |  |  |  |  |  |  |  |  |  |  |  |  |  |
| |                       |  |  |  |  |  |  |  |  |  |  |  |  |  |  |  |
| |                       |  |  |  |  |  |  |  |  |  |  |  |  |  |  |  |
| | 2. Hidesaburō Shōda   |  |  |  |  |  |  |  |  |  |  |  |  |  |  |  |
| |                       |  |  |  |  |  |  |  |  |  |  |  |  |  |  |  |
| |                       |  |  |  |  |  |  |  |  |  |  |  |  |  |  |  |
| | 5. Kinu Shōda         |  |  |  |  |  |  |  |  |  |  |  |  |  |  |  |
| |                       |  |  |  |  |  |  |  |  |  |  |  |  |  |  |  |
| |                       |  |  |  |  |  |  |  |  |  |  |  |  |  |  |  |
| | 1. Emperatriz Michiko |  |  |  |  |  |  |  |  |  |  |  |  |  |  |  |
| |                       |  |  |  |  |  |  |  |  |  |  |  |  |  |  |  |
| |                       |  |  |  |  |  |  |  |  |  |  |  |  |  |  |  |
| | 6. Tsunatake Soejima  |  |  |  |  |  |  |  |  |  |  |  |  |  |  |  |
| |                       |  |  |  |  |  |  |  |  |  |  |  |  |  |  |  |
| |                       |  |  |  |  |  |  |  |  |  |  |  |  |  |  |  |
| | 3. Fumiko Soejima     |  |  |  |  |  |  |  |  |  |  |  |  |  |  |  |
| |                       |  |  |  |  |  |  |  |  |  |  |  |  |  |  |  |
| |                       |  |  |  |  |  |  |  |  |  |  |  |  |  |  |  |
| | 7. Aya                |  |  |  |  |  |  |  |  |  |  |  |  |  |  |  |
| |                       |  |  |  |  |  |  |  |  |  |  |  |  |  |  |  |
| |                       |  |  |  |  |  |  |  |  |  |  |  |  |  |  |  |

## Distinciones honoríficas

### Distinciones honoríficas japonesas
- Dama gran cordón de la Orden de la Preciosa Corona.
- Condecoración de la Cruz Roja Japonesa.
- Medalla de Oro de la Cruz Roja Japonesa.

### Distinciones honoríficas españolas
- Dama gran cruz de la Orden de Isabel la Católica (20/01/1972).[15]
- Dama gran cruz de la Orden de Carlos III (07/10/1994).[16]

| Predecesor: Nagako | Emperatriz consorte de Japón 1989 - 2019 | Sucesor: Masako |